# Kannomühle

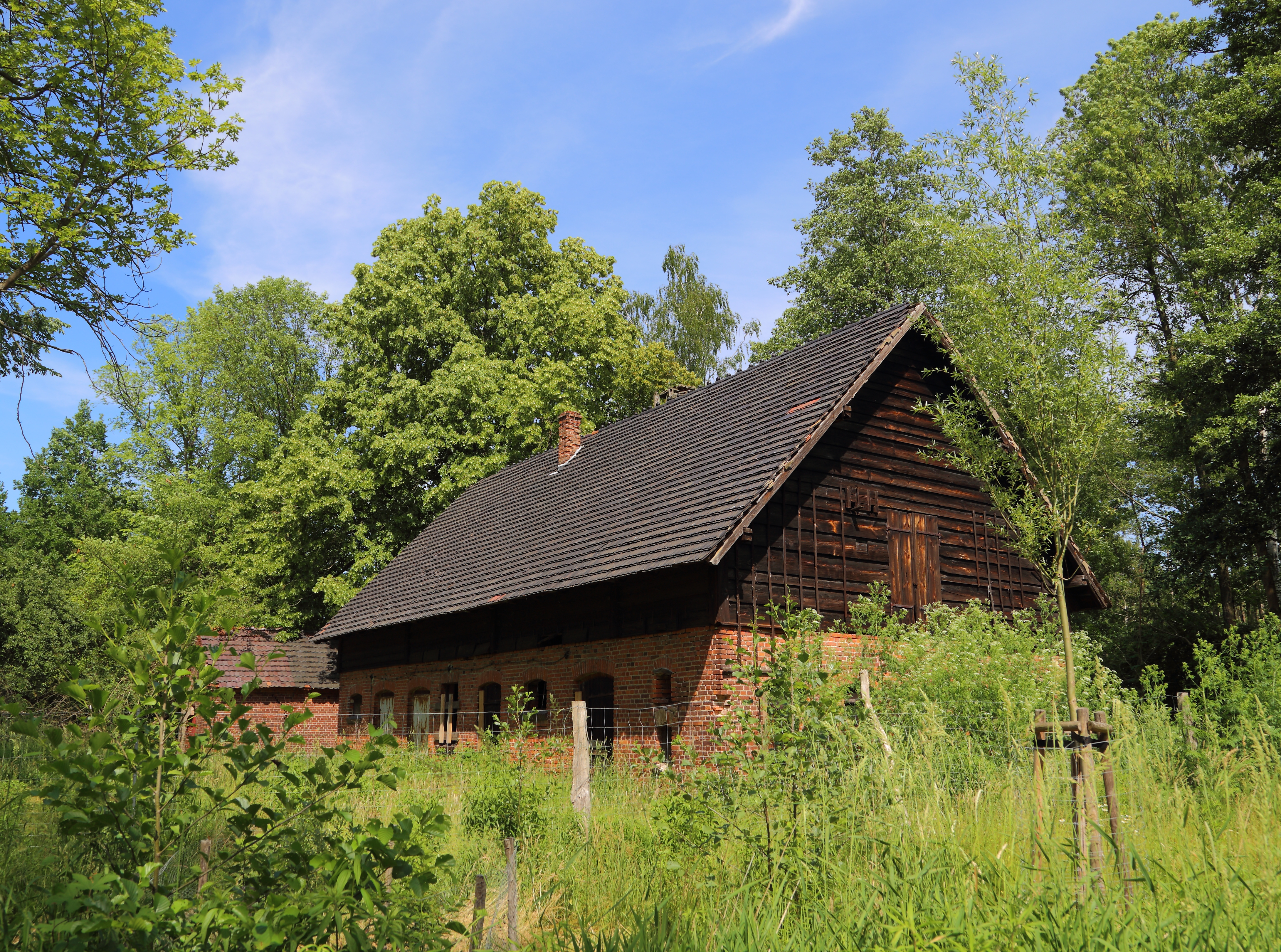
Kannomühle

Die Kannomühle, älter Kanomühle oder auch Kanow-Mühle, niedersorbisch Kanowy Młyn, ist eine ehemalige Wassermühle und ein amtlich ausgewiesener Wohnplatz des Ortsteils Alt Zauche der Gemeinde Alt Zauche-Wußwerk im Landkreis Dahme-Spreewald in Brandenburg. Die Kannomühle wurde 1648 erstmals urkundlich erwähnt. 1867 wurde sie zur Försterei umgebaut.

## Lage
Die Kannomühle liegt in der Niederlausitz, etwa vier Kilometer südöstlich von Alt Zauche. Weiter umliegende Dörfer und Siedlungen sind Wußwerk und Neu Zauche im Norden, Straupitz im Nordosten, Mühlendorf im Osten, Burg-Kauper im Südosten, Leipe im Süden sowie Lehde im Südwesten. Nächstgelegene größere Städte sind Lübbenau und Lübben.
Der Wohnplatz liegt vollständig im Oberspreewald in einem Wald- und Niedermoorgebiet an der Neuen Polenza, einem Nebenarm der Spree, auf einer Höhe von etwa 51 m ü. NHN. In der Nähe der Mühle befindet sich die Kahnabfahrtstelle Neu Zauche. Die Kannomühle darf nicht mit der ähnlich geschriebenen Kanow-Mühle an der Dahme bei Sagritz (Stadt Golßen) verwechselt werden, die etwa 30 km Luftlinie entfernt liegt.

## Geschichte

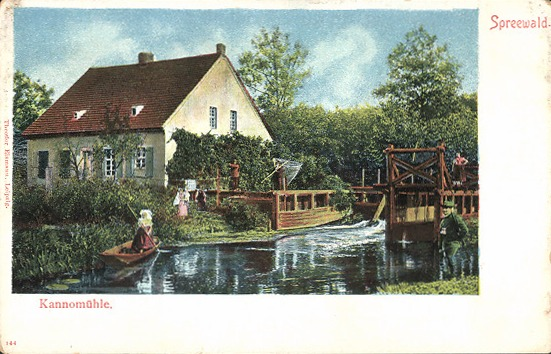
Kannomühle mit Schleuse auf einer Postkarte um 1905

Die Kannomühle wurde 1648  als Puschmühle erstmals erwähnt. 1725 heißt sie dann Neu Zaucher Mühle. Sie gehörte damals zur Herrschaft Neu Zauche bzw. ab 1674 zum Amt Neu Zauche. Sie war damals den Müllern in Erbpacht überlassen. 1695 wurde auf der anderen Fließseite eine Walkmühle errichtet. 1736 kaufte der Müller Martin Kano die Kannomühle vom damals 94 Jahre alten Müller Caspar Schramm. Sie war damals eine Mahl-, Öl- und Schneidemühle. Sie blieb im Besitz der Familie Kan(n)o bis zur Einstellung des Mühlenbetriebs 1867. Die Kan(n)o's stammte aus Stradow bei Vetschau. 1790 wurde der Neuzaucher Müller Martin Kano (noch der obige Martin Kano? oder wohl eher ein gleichnamiger Sohn) vom Alt Zaucher Müller Christian Schötz verklagt, weil dieser ein Fischwehr angelegt hatte. Der Streit um dieses Fischwehr war noch nicht beigelegt, als sein Berufskollege Christian Schötz erneut gegen ihn wegen eines strittigen Wassergraben klagte. 1795 errichtete der Kannomüller auf der anderen Fließseite eine Schneidemühle. 1800 klagten nun die beiden ehemaligen Streithähne gemeinsam gegen die Bewohner der Amtsdörfer Neu Zauche, Alt Zauche, Wußwerk, Sacrow und Caminchen, weil sie gegen den Mahlzwang auf ihren Mühlen verstoßen hatten.
Der Mühlenmeister hatte außerdem das Recht zum Branntweinbrennen und die Fischfangrechte im Mühlenfließ und dem Neuzaucher Fließ. Zur Kannomühle gehörten auch die beiden Neu Zaucher Windmühlen östlich des Ortes. 1840 hatte die Kannomühle 16 Einwohner, die in zwei Wohngebäuden lebten; der Wohnplatz gehört damals zur Gemeinde Neu Zauche. 1842 wollte der Besitzer der Kannomühle Johann Carl Gottlob Kannow eine Entschädigung für die Ablösung der ihm angeblich zustehenden Hütungsberechtigung im Oberspreewald einklagen 1846 verstarb auf der Kannomühle der Müllergeselle Johann Traugott Grabein. 1854 (irrig 1855) brannte die Kannomühle ab. Nach dem Brand wurde die Kannomühle wieder aufgebaut. Der Müller Adolph Kannow musste aber seine beiden Neu Zaucher Windmühlen verkaufen. Adolph Kannow hatte das Recht des Branntweinausschanks und betrieb nebengewerblich eine Gaststätte. 1856 wohnten nach Güthlein sechs Personen, 1864 sieben Personen in einem Wohngebäude. Nach Riehl und Scheu gehörte die Kannomühle und zwei Windmühlen einem Müller namens Kanno. Ganz offensichtlich hatte er seine zwei Windmühlen wieder zurück erwerben können. Das Werk Die Gemeinden und Gutsbezirke des Preussischen Staates und ihre Bevölkerung von 1873 gibt nun aber an, dass im Wohnplatz Kannomühle ein Wohngebäude mit 13 Einwohner stand (Stand: 1867). Im Jahr 1867 passierte dann die Tragödie bei der Kannomühle. Der Mühlenmeister wurde nach einem hitzigen Wortwechsel von seinem jähzornigen Knecht mit einer Gabel erstochen. Die Witwe verkaufte nun die Kannomühle (Verträge vom 29. September 1867 und 11. Oktober 1867) an den Grafen Otto von Stollberg Wernigerode für 15.000 Taler. Dieser ließ sich nun auch einen Tausch mit der preußischen Regierung gegen andere Liegenschaften ein. Die Kannomühle kam in staatlichen Besitz und wurde zum Forsthaus umgebaut. Der Gaststättenbetrieb wurde weiter geführt.

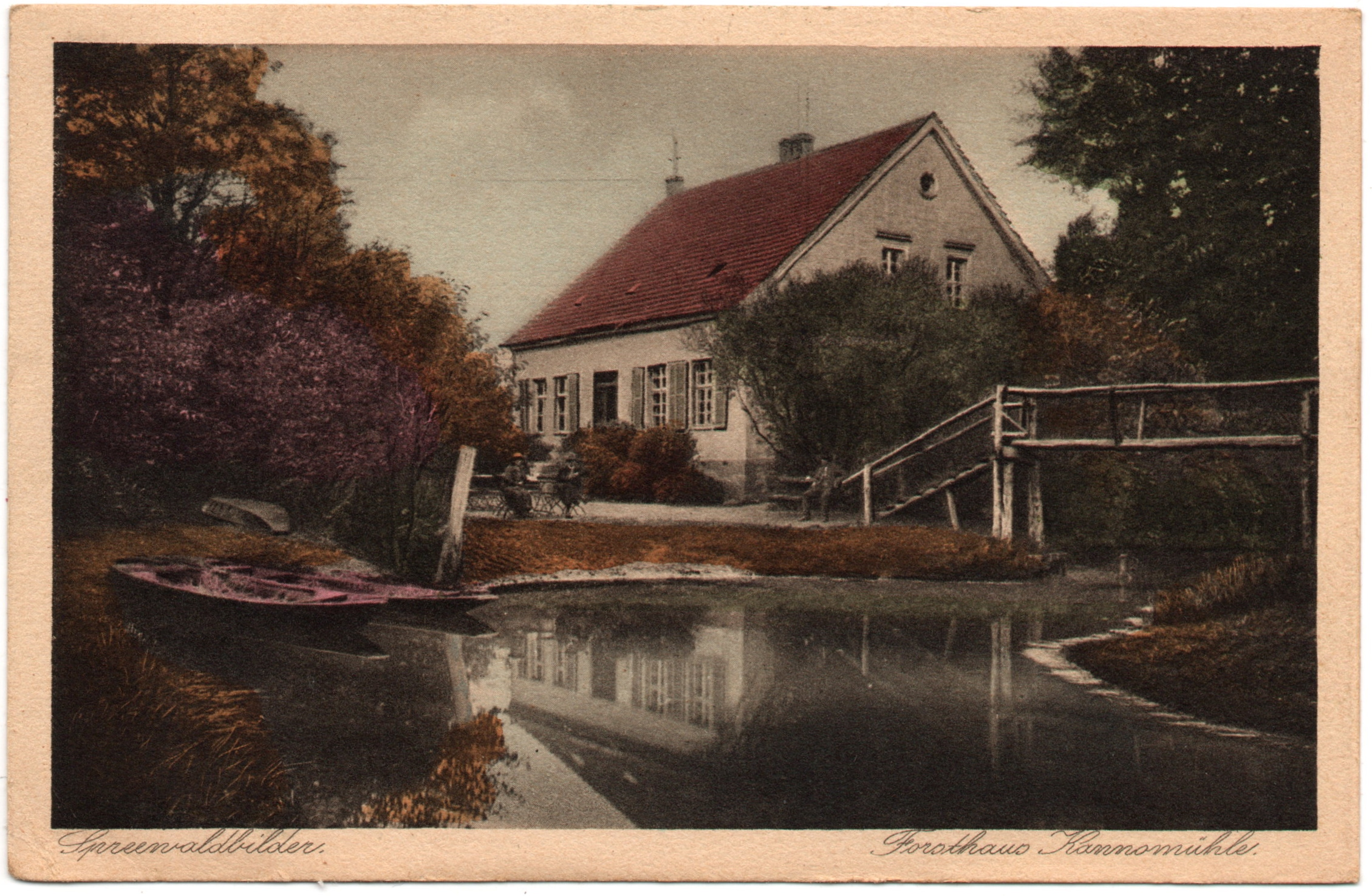
Das Forsthaus (nun verfallen und abgetragen)

Der Förster im Forsthaus Kannomühle war nun für das Revier Kannomühle zuständig. Die Vorgängerförsterei für das Forstrevier Kannomühle befand sich Neu Zauche an der Chaussee nach Lübben. Dieses Gehöft wurde noch bis in die 1930er Jahre als Försterei bezeichnet. 1961 wurde die Revierförsterei Kannomühle mit der etwa 1,5 km unterhalb der Kannomühle gelegenen Revierförsterei Schützenhaus vereinigt. Das Förstereigebäude in Kannomühle wurde 1906/08 anstelle eines älteren Fachwerkbaus errichtet. Die Gaststätte wurde noch eine Zeitlang weiter betrieben.

### Liste der Förster
- bis 1872 Hempel
- 1872 bis 1894 Drowin
- 1894 bis 1926 Peter, Hegemeister
- 1926 bis 1938 Voigt, Revierförster

Zu Ehren von und zur Erinnerung an den Hegemeister Peter hatte die Verwaltung in den 1930er Jahren einen neu angelegten Kanal Hegemeister-Peter-Kanal genannt.
Das Forsthaus ist heute komplett verfallen und abgetragen. Es stehen noch die ehemalige Stallscheune und das Backhaus. Sie sind unbewohnt und derzeit (2021) auch mit einem Bauzaun abgesperrt.

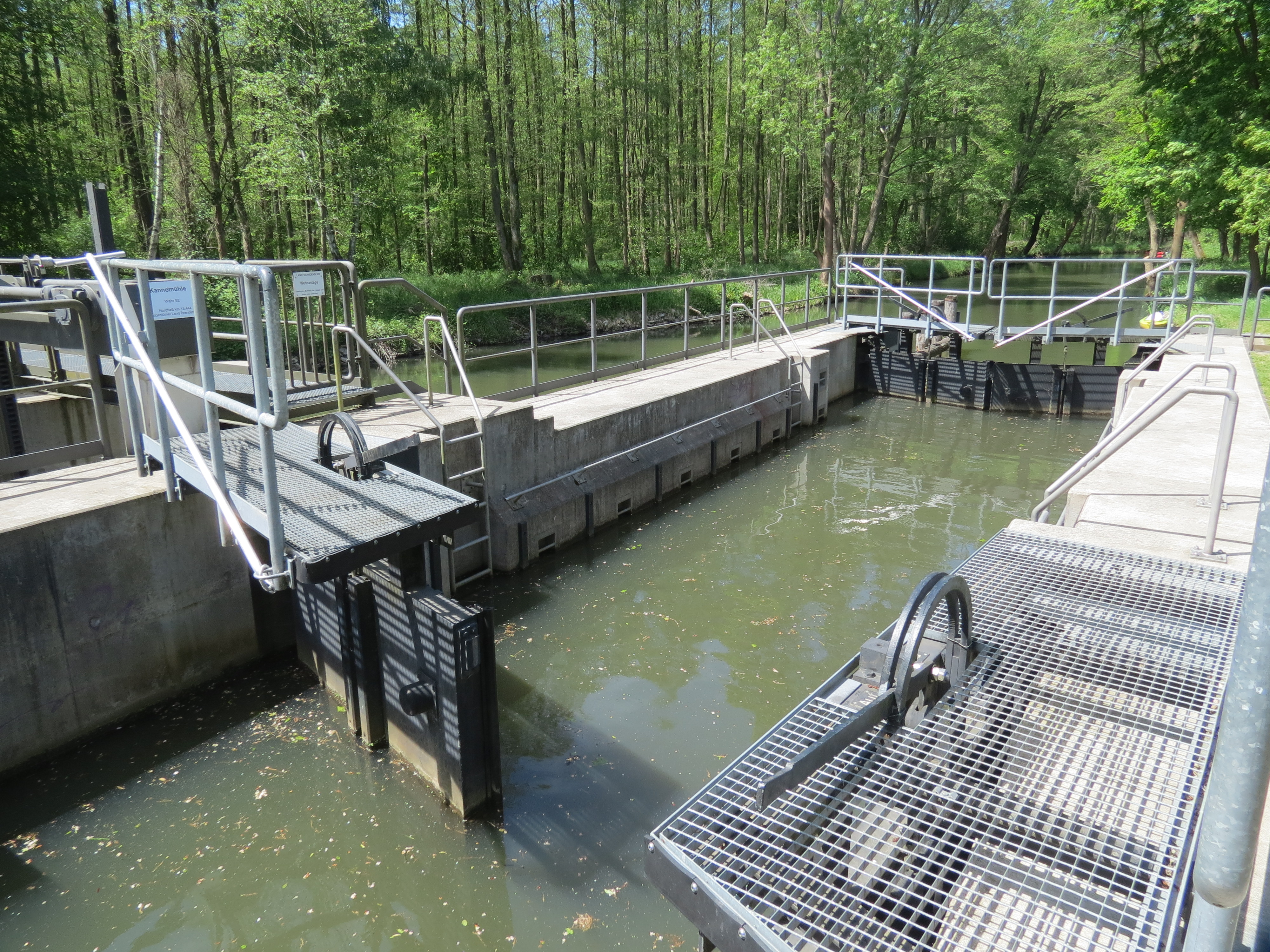
Schleuse Kannomühle

## Die Schleuse Kannomühle
Eine (hölzerne) Schleuse bei der Kannomühle wurde 1901 von der staatlichen Wasserbauverwaltung neu erbaut. Sie überwindet einen Höhenunterschied von 80 cm. Der Ausflugsverkehr per Boot war bereits 1906 schon so stark, dass zusätzlich noch Rollen und ein Kahnüberzug angelegt wurde. Historische Bilder (um/nach 1930) dieser Schleuse sind im Werk von Werner Lindner Technische Kulturdenkmale in der Mark Brandenburg zu finden. Heute ist die Schleuse eine handbetriebene Schleuse.

## Kommunalpolitische Geschichte und Zugehörigkeit
Die Kannomühle gehörte verwaltungstechnisch zunächst zur Gemeinde Neu Zauche. Als Teil dieser Gemeinde lag die Siedlung im Krumspreeischen Kreis. ab 1815 im Landkreis Lübben (Spreewald) im Regierungsbezirk Frankfurt der Provinz Brandenburg (Königreich Preußen). Später wurde die Kannomühle in die Gemeinde Alt Zauche umgegliedert. Am 25. Juli 1952 wurde Alt Zauche seinen zugehörigen Siedlungen dem neu gegründeten Kreis Lübben im Bezirk Cottbus zugeordnet. Nach der Wende in der DDR lag die Kannomühle zunächst im Landkreis Lübben in Brandenburg. Am 1. Oktober 1992 schloss sich die Gemeinde Alt Zauche dem neu gebildeten Amt Straupitz an, welches später in „Amt Oberspreewald“ umbenannt wurde. Nach der brandenburgischen Kreisreform vom 6. Dezember 1993 wurde die Kannomühle dem Landkreis Dahme-Spreewald zugeordnet. Am 26. Oktober 2003 erfolgte der Zusammenschluss von Alt Zauche mit Wußwerk zur Gemeinde Alt Zauche-Wußwerk. Zeitgleich fusionierte das Amt Oberspreewald mit dem benachbarten Amt Lieberose zum Amt Lieberose/Oberspreewald.
Gemäß der Auffassung des Brandenburger Landtags gehört die Kannomühle zum amtlichen Siedlungsgebiet der Sorben/Wenden. Die Gemeinde Alt Zauche-Wußwerk klagte im Mai 2017 gegen diesen Entschluss, der aber abgewiesen wurde. Der Ortsteil Alt Zauche der Gemeinde gehört jedoch nach einer Entscheidung des Verwaltungsgerichts Cottbus aus dem Jahr 2023 zum sorbischen Siedlungsgebiet.